# Tacuna delecta
Espèce
Synonymes
- Partona modesta Mello-Leitão, 1943

Tacuna delecta est une espèce d'araignées aranéomorphes de la famille des Salticidae.

## Distribution
Cette espèce se rencontre au Brésil et en Argentine.

## Description
Le mâle holotype mesure 3 mm.

## Publication originale
- Peckham & Peckham, 1901 : Pellenes and some other genera of the family Attidae. Bulletin of the Wisconsin Natural History Society (new series), vol. 1, p. 195-233 (texte intégral).